# Усть-Бельбекское городище
44°39′49″ с. ш. 33°33′34″ в. д.
У́сть-Бельбе́кское городище — укреплённое поселение (предположительно тавров) в устье реки Бельбек юго-западной части Крымского полуострова.

## История
Предположительно городище было построено таврами, проживавшими в устье реки Бельбек. На месте поселения в районе Бронебашенной батареи № 30 обнаружены следы Кизил-кобинской культуры и керамика II века до н. э. Во время греческой колонизации полуострова и основания Херсонеса поселение превратилось в эмпорий и стало играть важную роль в торговле Херсонеса с варварскими племенами. По-видимому именно в это время устьевая часть долины реки Бельбек получила название «Авлита» (греческий/византийский топоним), которое перешло затем и на поселение. Укрепление использовалось варварами и для морских грабежей кораблей, следующих из Херсонеса в Калос-Лимен (Черноморское). В I веке, в рамках борьбы Рима с пиратством на Чёрном море, Авлита перешла под его управление. В этот же период на высоте Алькадар римляне возвели крепость, которая защищала порт и служила форпостом для дальнейшего продвижения вглубь Бельбекской долины. В XIII веке крепость выдержала осаду монголов во время их крымского набега. В конце XIII века Авлита перешла под власть княжества Феодоро и стала вторым по значению (после Каламиты) портом княжества, и одним из центров черноморско-средиземноморской торговли (крымский участок Великого шёлкового пути). В начале XIV века порт Авлита был нанесён на морские карты под названием «Фети» (Фети/Леффети — европейский топоним). В 1475 году Авлита была разрушена османской эскадрой Гедика Ахмед-паши. После османского завоевания крепость и порт пришли в запустение. В османских дефтерах (налоговых реестрах) XVI века Авлита (и с другим названием «Сара-керман») относится к безлюдным поселениям. Но несмотря на запустение порт Авлита продолжал существовать, что подтверждают записки 1704 года русского посла в Стамбуле графа П. А. Толстого, а также европейские и османские морские карты XVIII века. Сам топоним «Авлита» исчез после переселения в 1778 году православного населения Крыма в Россию и основания Севастополя. В 1830-х годах во время путешествия в Крым крепостные остатки ещё видел археолог Дюбуа де Монпере, который в своём письме П. И. Кёппену сообщал об обнаруженной им крепости в устье реки Бельбек. В начале XX века военный археолог Н. М. Печёнкин обнаружил уже лишь жалкие остатки от крепости.